# Arrondissement di Nancy
L'arrondissement di Nancy è una suddivisione amministrativa francese, situata nel dipartimento della Meurthe e Mosella e nella regione del Grand Est.

## Composizione
L'arrondissement di Nancy raggruppa 188 comuni in 20 cantoni:
- cantone di Dieulouard
- cantone di Haroué
- cantone di Jarville-la-Malgrange
- cantone di Laxou
- cantone di Malzéville
- cantone di Nancy-Est
- cantone di Nancy-Nord
- cantone di Nancy-Ovest
- cantone di Nancy-Sud
- cantone di Neuves-Maisons
- cantone di Nomeny
- cantone di Pompey
- cantone di Pont-à-Mousson
- cantone di Saint-Max
- cantone di Saint-Nicolas-de-Port
- cantone di Seichamps
- cantone di Tomblaine
- cantone di Vandœuvre-lès-Nancy-Est
- cantone di Vandœuvre-lès-Nancy-Ovest
- cantone di Vézelise